# Lepyrodon pseudolagurus
Lepyrodon pseudolagurus är en bladmossart som beskrevs av Bruce H. Allen 1999. Lepyrodon pseudolagurus ingår i släktet Lepyrodon och familjen Lepyrodontaceae. Inga underarter finns listade i Catalogue of Life.